# Chiesa di Santa Caterina (Sassari)
Santa Caterina è una chiesa monumentale di Sassari, succursale della parrocchia di San Nicola (Cattedrale) attualmente vi svolgono il loro servizio liturgico, oltre al parroco di rito romano, un sacerdote greco cattolico di rito bizantino (in particolare per i fedeli ucraini) e un sacerdote di rito greco ortodosso (in particolare per i fedeli rumeni); opera nella medesima chiesa anche la Comunità di Sant'Egidio. La chiesa è situata in piazza Santa Caterina, nel centro storico. La chiesa di Santa Caterina è stata la prima in Sardegna ad essere costruita secondo canoni liturgico-architettonici controriformisti, delineati dal Concilio di Trento.

## Storia
I gesuiti giunsero a Sassari nel 1559. In seguito a controversie col capitolo della diocesi Turritana, poterono intraprendere la costruzione della loro chiesa annessa alla Casa Professa sede dell'attuale Pinacoteca Nazionale di Sassari solo a partire dal 1579.
Il progetto della chiesa venne elaborato dai padri gesuiti architetti Giovanni Maria Bernardoni e Giovanni de Rosis, che si ispirarono alle linee della romana chiesa del Gesù. Il tempio sassarese, intitolato a Gesù e Maria, venne inaugurato nel 1609. La chiesa di Gesù e Maria assunse il titolo di Santa Caterina nel 1853, quando venne demolita la duecentesca chiesa di Santa Caterina, che sorgeva nell'attuale piazza Azuni.

## Descrizione
La cinquecentesca chiesa gesuitica di Gesù e Maria, oggi Santa Caterina, venne eretta secondo i canoni del classicismo rinascimentale, con alcune concessioni ad elementi dello stile tardogotico, in particolare per quanto riguarda le volte.
La facciata si sviluppa su due ordini ad è coronata da un timpano curvilineo. L'ordine inferiore è diviso in tre specchi tramite paraste. Il portale, sormontato da un timpano triangolare, all'interno del quale è lo stemma dell'arcivescovo Alfonso De Lorca (1576-1603), è incorniciato da coppie di semicolonne, due delle quali, le più esterne, proseguono come semipilastri verso l'ordine superiore, determinandone la tripartizione. L'ordine superiore presenta due finestre rettangolari (le due laterali sono cieche), timpanate. L'apertura centrale presenta una vetrata colorata, opera di Filippo Figari. Sopra il portale è collocato lo stemma dei gesuiti.

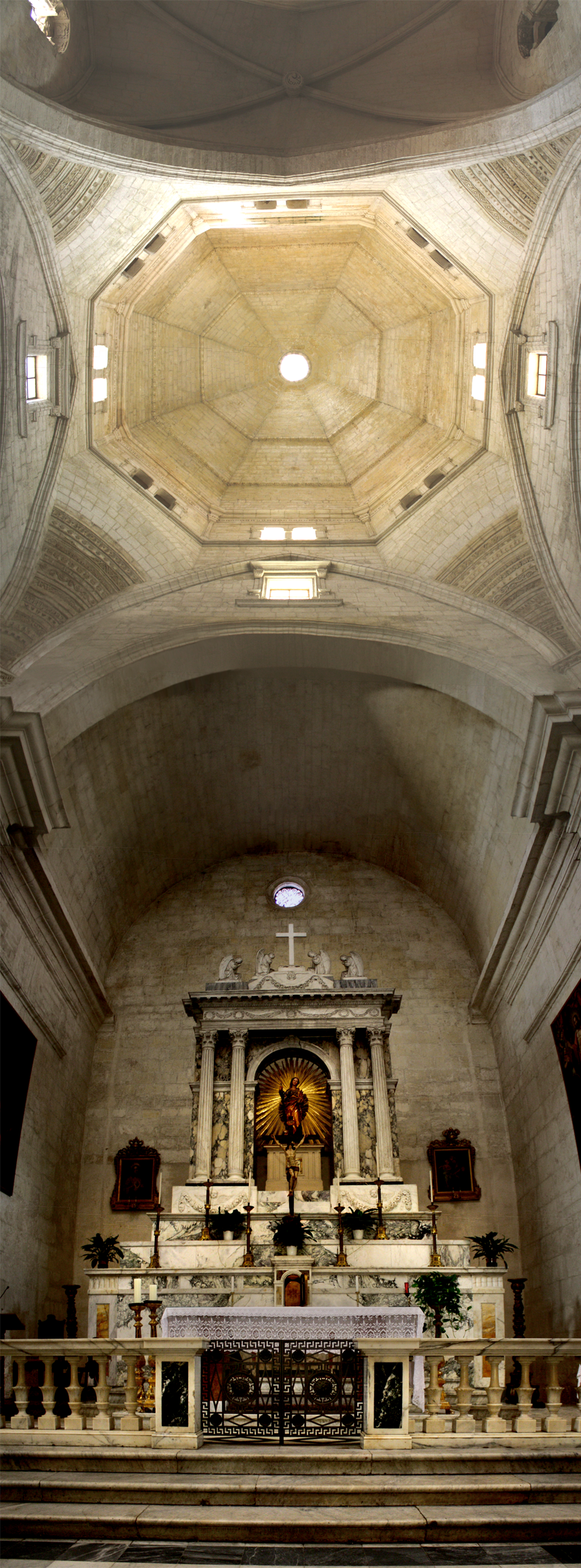
Altare maggiore e cupola ottagonale

 L'interno della chiesa presenta pianta a croce latina, con navata unica e cappelle laterali. La navata, scandita da paraste, è divisa in tre campate, voltate a crociera costolonata. Presentano questo tipo di volta anche le sei cappelle laterali e i due bracci del transetto. Una volta a botte copre l'abside, a pianta rettangolare, mentre all'incrocio tra la navata e il transetto si innalza la cupola, su tamburo ottagonale.
La prima cappella a sinistra è il battistero, dove si trovano il fonte battesimale e una tela settecentesca, rappresentante gli episodi evangelici che vedono Gesù a dodici anni discutere con i dottori nel Tempio di Gerusalemme e il suo ritrovamento da parte di Maria e Giuseppe. La cappella successiva è dedicata ai santi martiri turritani, e custodisce una tela settecentesca che li rappresenta. La terza cappella a sinistra, dedicata a san Luigi, presenta un altare ligneo barocco, databile tra il XVII e il XVIII secolo, una statua del titolare e una tela raffigurante san Luigi con Gesù bambino, entrambe opere seicentesche, e una scultura raffigurante santa Filomena giacente, ottocentesca.
Nel braccio sinistro del transetto si innalza un altare in stucco dedicato a sant'Ignazio di Loyola, risalente alla fine del XVI secolo. Sull'altare è collocata la tela raffigurante la Visione di sant'Ignazio alla Storta, opera seicentesca del Bilevelt.
Il presbiterio accoglie l'altare maggiore marmoreo, opera di basso pregio risalente alla seconda metà del XIX secolo, che sostituisce un precedente imponente retablo ligneo. Nella nicchia dell'altare è collocata la statua di santa Caterina d'Alessandria, proveniente dall'antica chiesa di Santa Caterina, opera in legno di matrice napoletana databile al primo ventennio del XVII secolo. Nel presbiterio trovano posto anche due tele del Bilevelt, un crocifisso ligneo settecentesco e due candelabri del medesimo periodo. Alla parete di fondo dell'abside sono collocate due tele del Marghinotti, raffiguranti il Sacro Cuore di Gesù e la Madonna col Bambino.
L'altare nel braccio destro del transetto è simile a quello del braccio sinistro. È dedicato all'Incoronazione della Vergine, raffigurata nella tela posta sull'altare (in cui si intravede la secentesca fontana di Rosello), opera del gesuita Bilevelt. Ai lati dell'altare sono le due tele raffiguranti il Riposo nella fuga in Egitto e il Transito di san Giuseppe, attribuite a Domenico Fiasella.

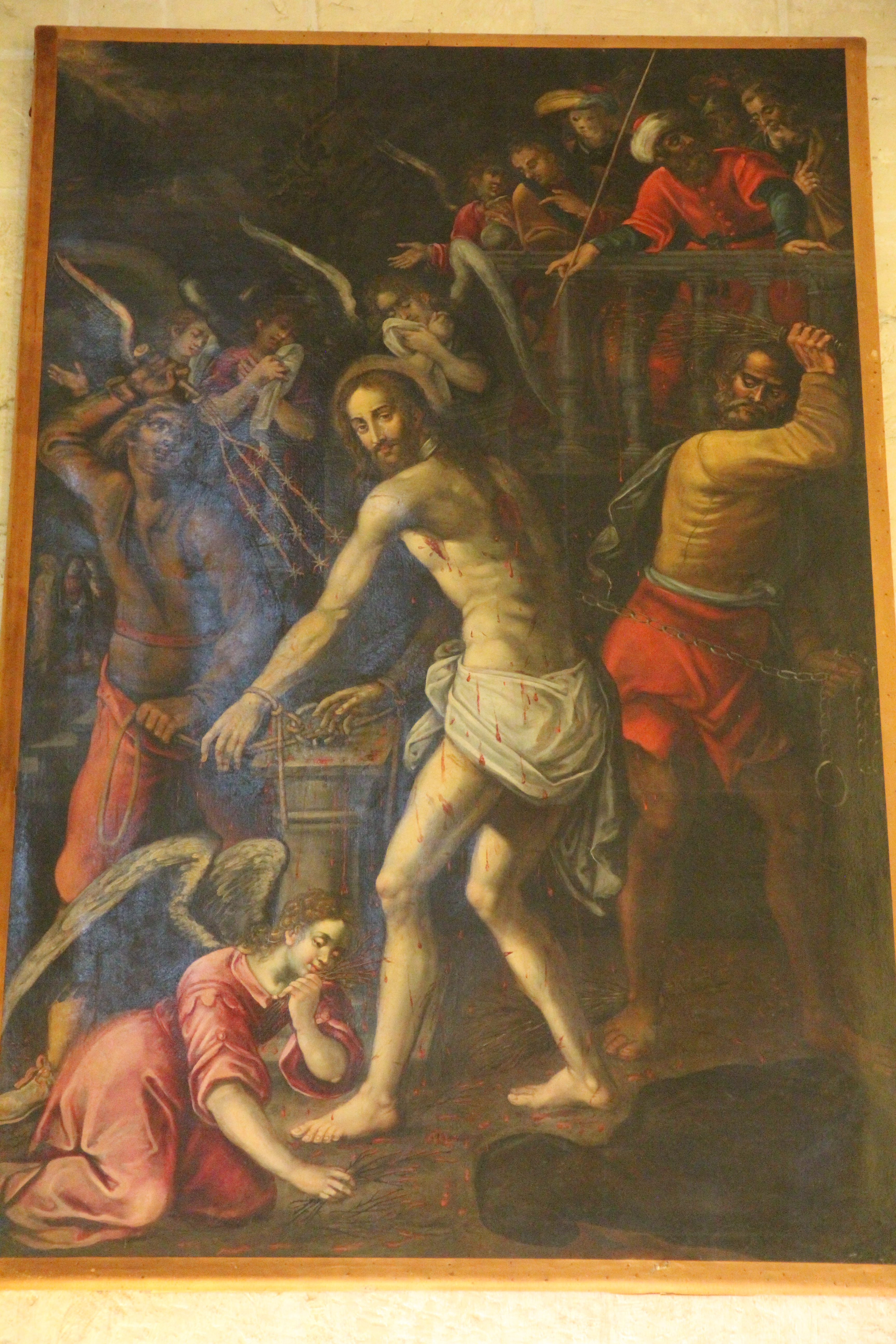

La prima cappella del lato destro, partendo dall'ingresso, è dedicata ai santi Pietro e Paolo. Nella tela seicentesca dell'altare sono raffigurati i santi Pietro e Paolo e la basilica Vaticana, col caratteristico cupolone e i campanili laterali poi demoliti. La cappella custodisce anche una statua lignea del tardo seicento, raffigurante il re David, e le epigrafi funebri che ricordano la sepoltura nella chiesa del marchese di Putifigari, don Vittorio Pilo-Boyl (1778-1834), dei gesuiti Giovanni Sebastiano De Campo e Salvatore Pischedda (Ploaghe, 27 ottobre 1551-Sassari, 28 marzo 1624), morto quest'ultimo in fama di santità.
La seconda cappella a destra è dedicata al Santissimo Crocifisso e presenta un altare neogotico eretto per il Giubileo della Redenzione sotto Pio XI. Sull'altare è posto un crocifisso ligneo, chiamato il "Taumaturgo", risalente al XVII secolo, di matrice spagnola. Ai lati della statua sono le immagini dipinte di santa Maria Maddalena e san Giovanni Evangelista, realizzate nel 1933 da Mario Delitala. Un Cristo deposto, in legno policromato e risalente alla seconda metà del XVI secolo, è collocato sotto la mensa dell'altare. La terza e ultima cappella a destra è dedicata a san Francesco Saverio e ospita un altare marmoreo in stile barocco, di matrice ligure.
Nella controfacciata si trovano due tele del Bilevelt e l'iscrizione che ricorda la consacrazione del tempio, da parte dell'arcivescovo di Sassari Carlo Francesco Casanova, il 4 febbraio 1753. Nella sacrestia sono custodite altre opere d'arte, tra cui una paratora seicentesca e una tela del Marghinotti.

## Galleria d'immagini

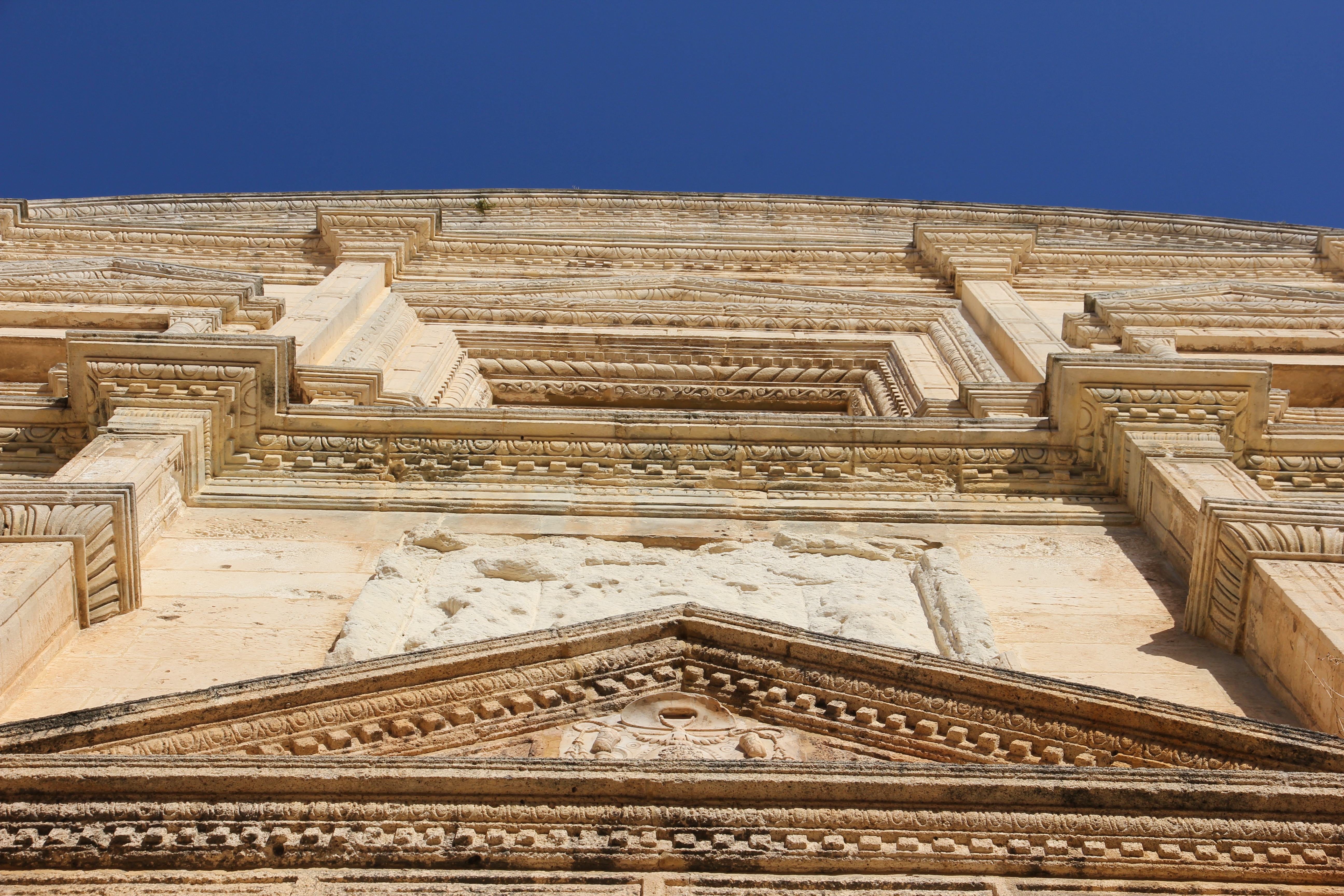
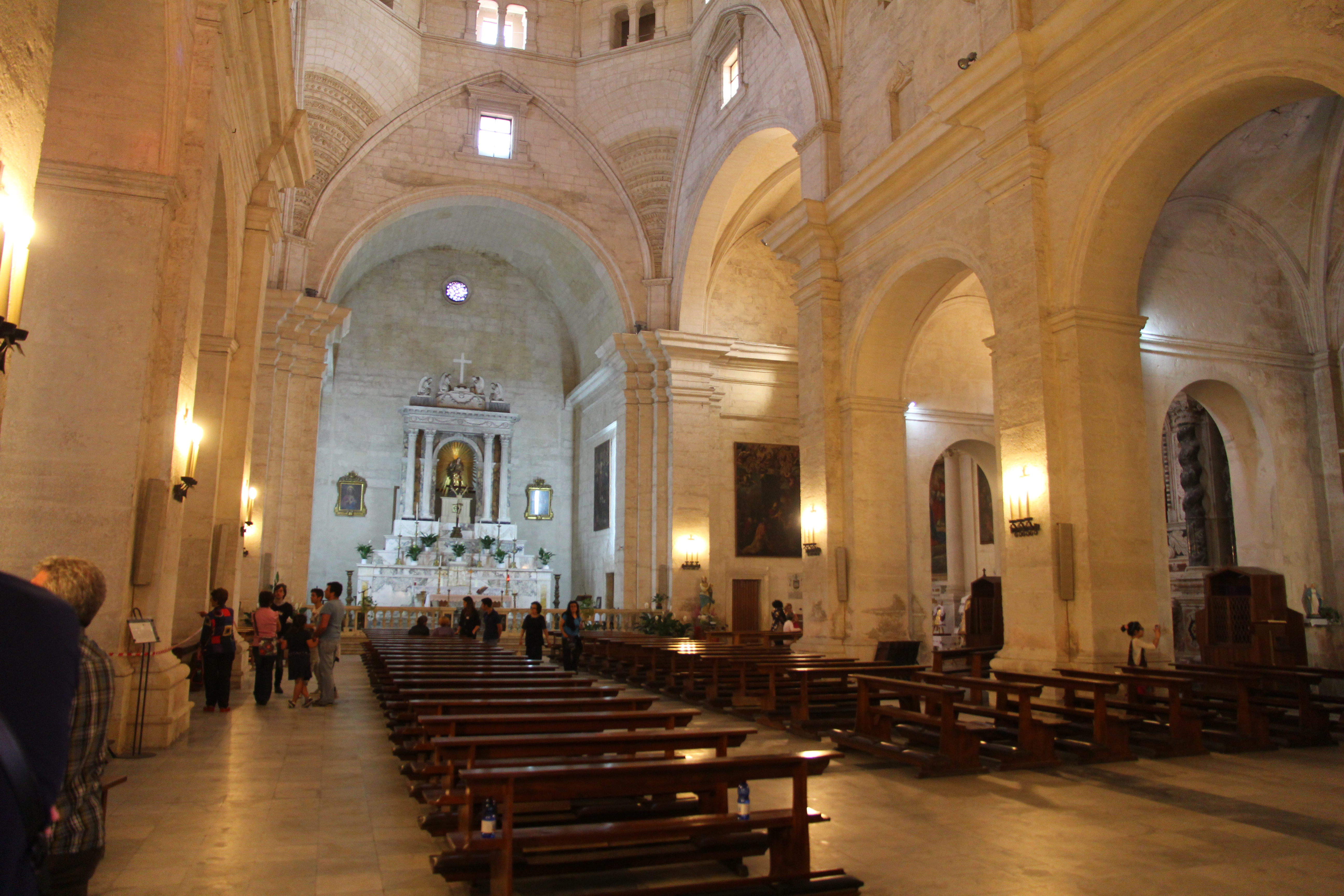
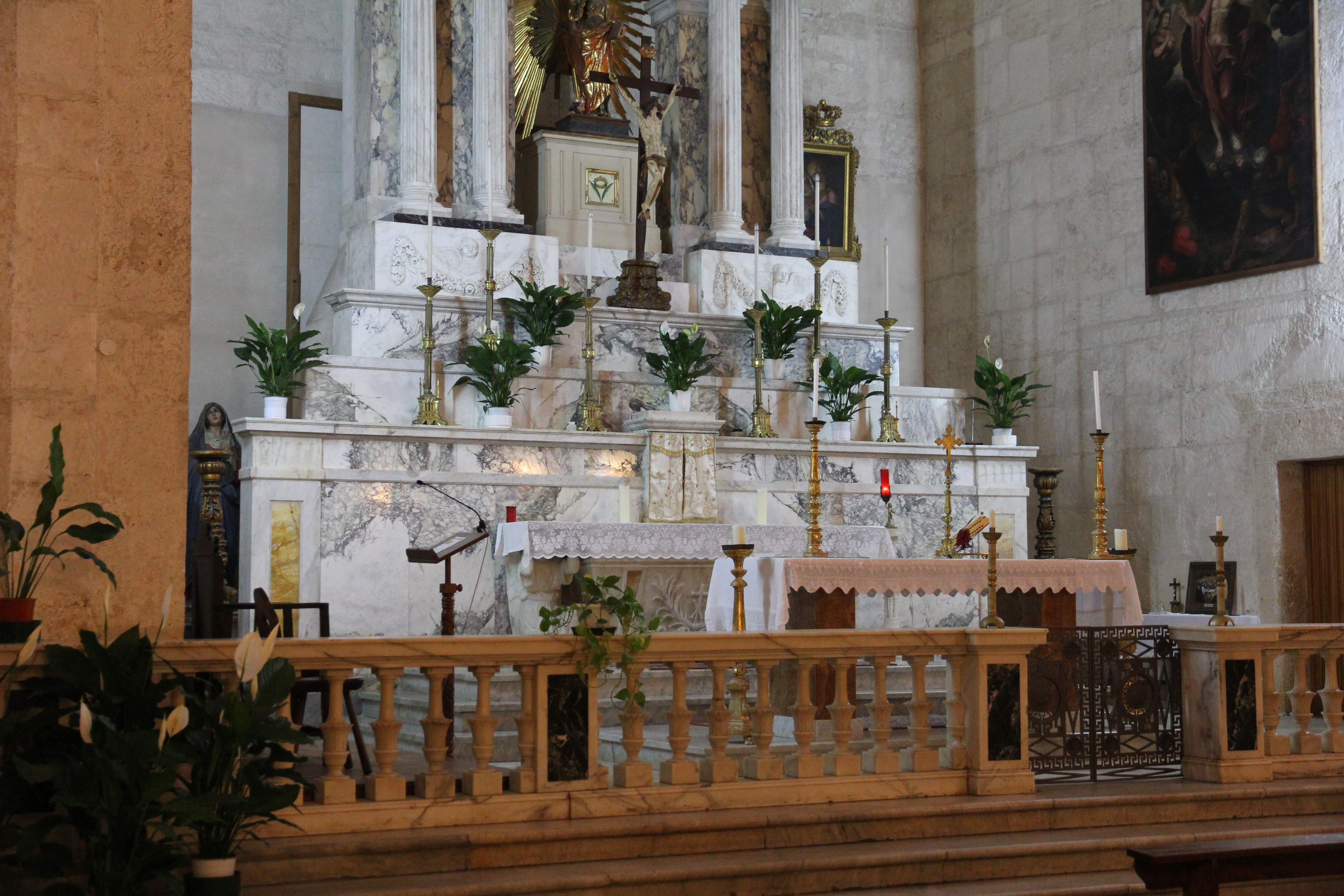
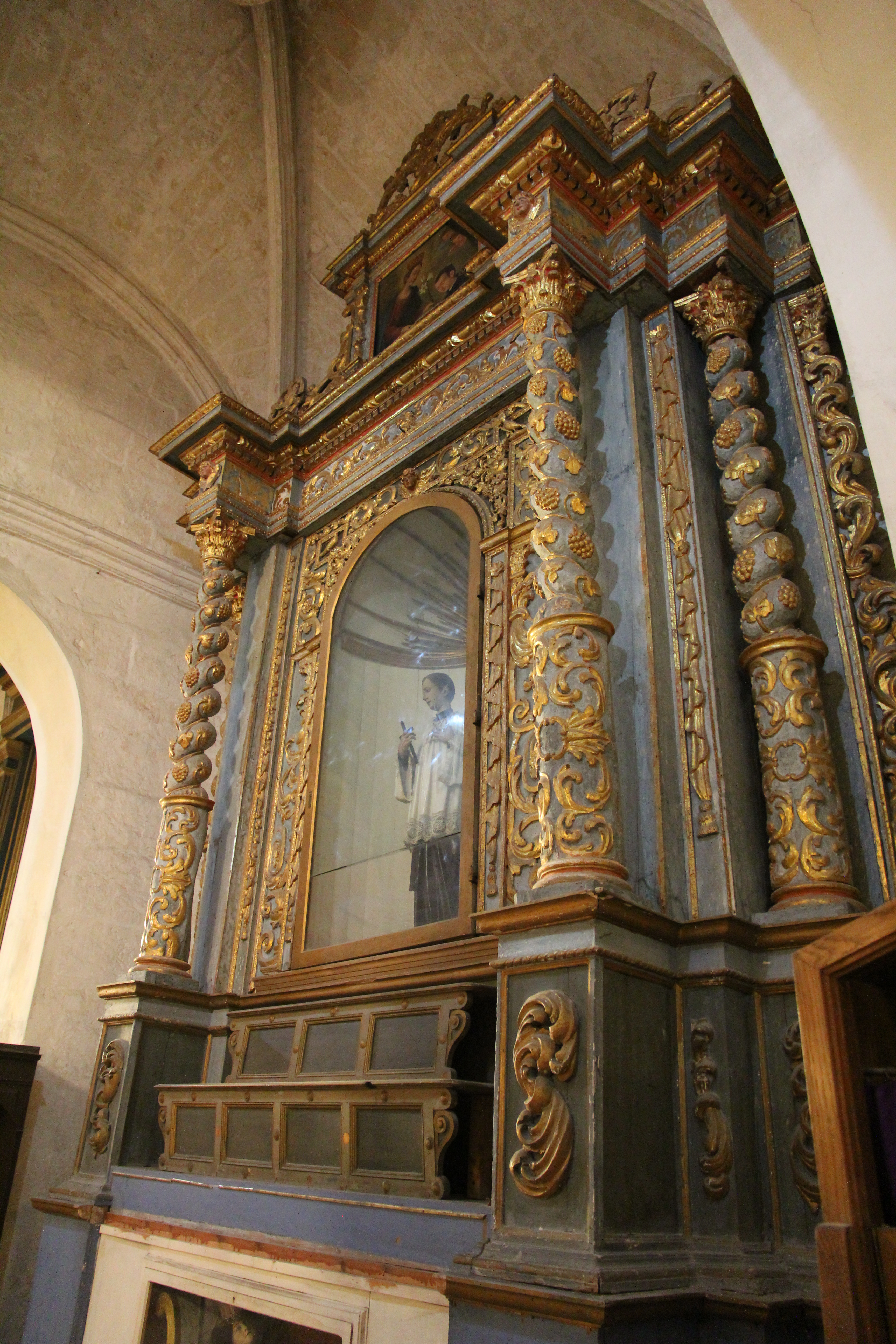